# Berthe Kolochine-Erber
Berthe Kolochine-Erber, née à Romainville le 28 décembre 1890 et morte à Paris (15e arrondissement) le 10 juin 1968, est une bactériologiste française.
Chef de laboratoire à l'Institut Pasteur, elle travaille pendant plus de cinquante ans sur l'immunité, le sérum antipoliomyélitique et surtout la leptospirose, dont elle devient une spécialiste mondialement reconnue.

## Biographie
Berthe Pauline Erber naît le 28 décembre 1890 à Romainville Elle est enfant unique de François Erber (Saint-Avold, 1864 - Paris-10e arrondissement, 1925), tourneur sur cuivre, et de Marie Sauval (Paris-3e arrondissement, 1866 - Paris-15e arrondissement, 1930), couturière.
Titulaire d'une licence ès-sciences et professeur d'enseignement secondaire, elle entre à l'Institut Pasteur 1er septembre 1916 comme « préparatrice » dans le service de sérologie, de microbiologie et d'hygiène expérimentale de Louis Martin. En 1919, elle rejoint l'équipe d'Auguste Pettit
, où elle sera successivement « assistante » puis « chef de laboratoire ». 
En 1934, elle intègre le service de René Dujarric de la Rivière, où elle finira sa carrière.
En 1941, elle devient « chef de laboratoire de première classe » à l'Institut Pasteur.
En 1958, elle est nommée « membre associé » du Sous-comité international de taxonomie pour les leptospires. Elle en deviendra « conseiller » en 1966.
En 1959, elle est promue « chef de service honoraire » à l'Institut Pasteur. Elle fait valoir ses droits à la retraite, mais poursuit ses travaux.

### Vie privée

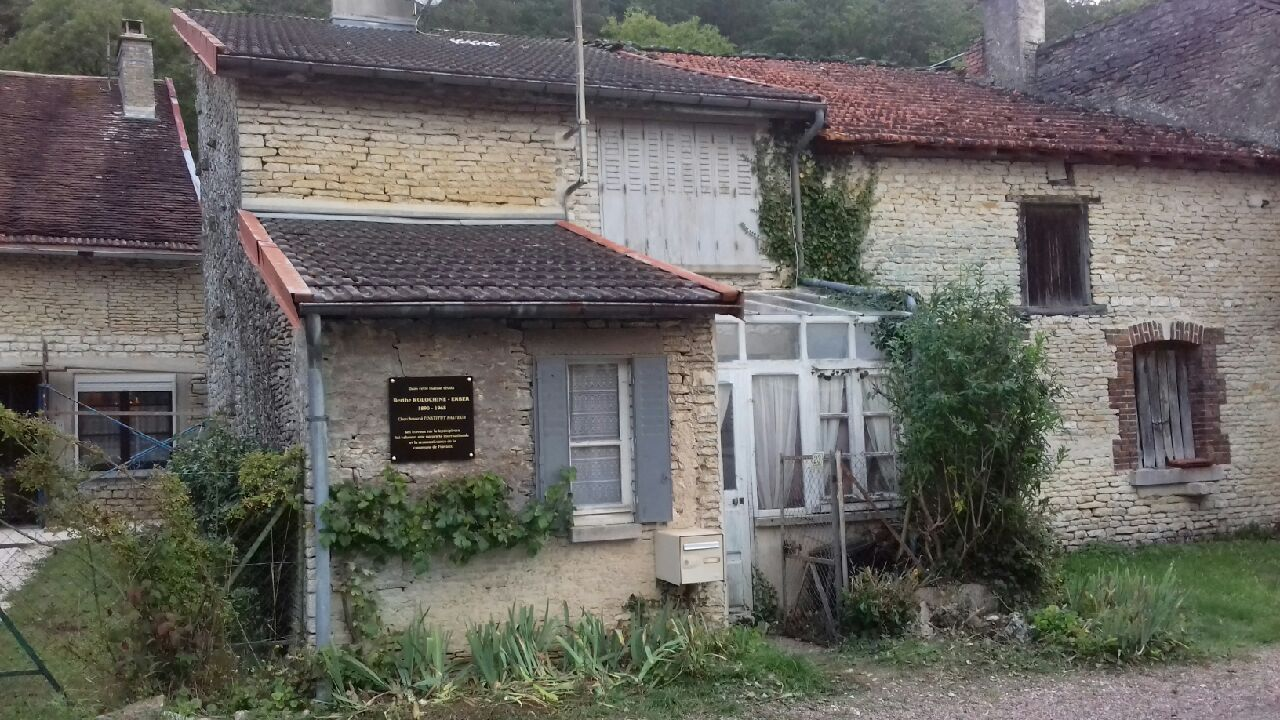
Maison à Fravaux. Septembre 2021.

Le 18 septembre 1937, elle épouse à Paris (15e arrondissement) Constantin Kolochine (Krivtsevaïa, oblast d'Orel, 1882 - Neuilly-sur-Marne, 1951,, alors « préparateur » à l'Institut Pasteur ; il sera par la suite docteur en médecine. Le couple n'a pas d'enfants.
À Paris, elle demeure 3 rue Bargue des années 1920 jusqu'à son décès. Elle possède une résidence secondaire à Fravaux, dans l'Aube, où elle passe ses étés.

### Fin de vie
Elle décède à Paris d'un malaise cardiaque le 10 juin 1968. Elle repose au cimetière ancien de Romainville (division 32), auprès de ses parents et de son époux.

## Travaux
Elle étudie les leptospires, collabore aux recherches de Georges Abt sur le titrage par floculation des toxines et antitoxines tétaniques et diphtériques, ainsi qu'aux travaux d'Auguste Pettit et Pierre Mollaret sur la poliomyélite. 
En 1923, elle étudie « in vitro », après injection de peptone, l'action du sérum de mammifères et de vertébrés inférieurs sur les trypanosomes.
Pour diagnostiquer cette maladie, elle codifie une technique d'agglutination aussitôt appliquée en France et à l'étranger.

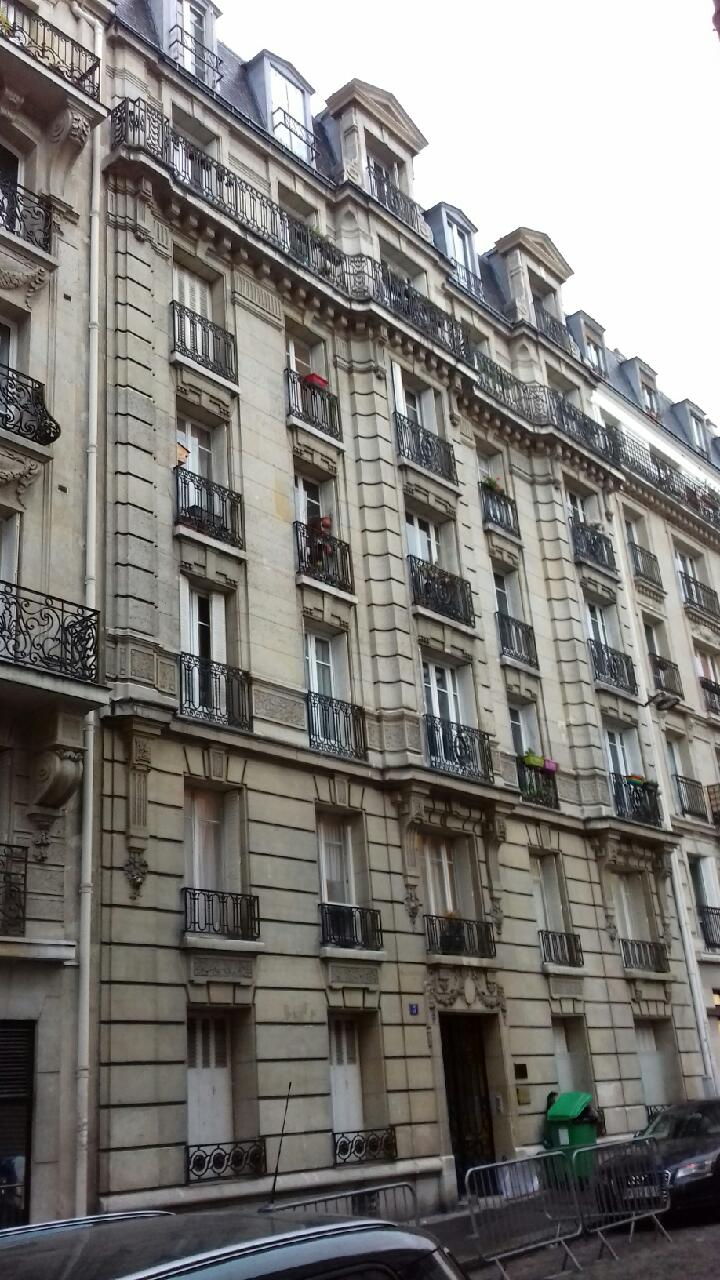
Immeuble 3 rue Bargue (Paris 15e). Décembre 2020.

Entre 1940 et 1945, malgré la guerre, elle parvient à conserver plusieurs centaines de souches de leptospires.
Au Maroc, elle entreprend un vaste programme de recherches sur les leptospiroses humaines et animales. En 1959, elle fait valoir ses droits à la retraite, mais poursuit ses travaux.
En 1960, elle présente à Madrid, au 4e Congrès international de pathologie clinique, un article sur les leptospiroses porcines en France et leur incidence en médecine humaine et vétérinaire.
Elle est une spécialiste internationale de la leptospirose.

## Distinctions
Le 12 janvier 1931, le ministère de la Santé publique lui décerne la médaille d'honneur des épidémies, en bronze, pour son dévouement exceptionnel.
En 1933, elle obtient le Prix Bouchard de la Société de biologie.
Par décret du 11 juillet 1947, elle est nommée chevalier dans l'Ordre national de la Légion d'honneur en récompense de trente ans d'activités civiles et d'une cinquantaine de publications scientifiques.
En 1926, elle reçoit les palmes académiques.

## Hommage
En 2013, Berthe Kolochine-Erber fait l'objet d'une conférence intitulée « Les femmes pasteuriennes : de la cuisine à la paillasse ».
Le 25 septembre 2021, une plaque commémorative est inaugurée sur la façade de sa maison à Fravaux,.

## Publications

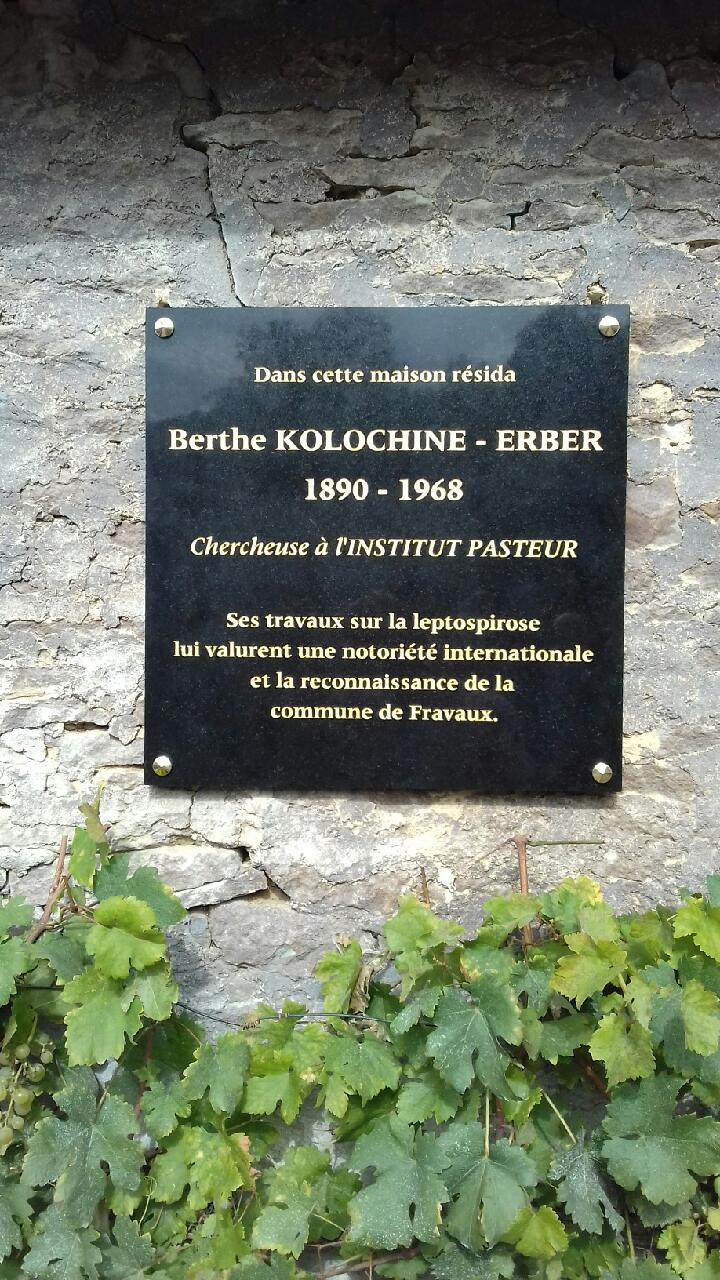
Plaque commémorative à Fravaux. Septembre 2021.

Berthe Kolochine-Erber publie une cinquantaine d'ouvrages sur l'immunité, le sérum antipoliomyélitique et la leptospirose.
- « La spirochétose ictéro-hémorragique en France, regroupant 10 années d'observations de 1923 à 1932 » (Bulletin mensuel de l'Office international d'hygiène publique, 1934) ;
- « La leptospirose en France de 1933 à 1952 » (La Semaine des Hôpitaux, 1952) ;
- Marcel Mailloux et Berthe Kolochine-Erber, « Les Leptospiroses à L. pomona et L. mitis chez le porc et l’homme en France », dans Ergebnisse der Mikrobiologie Immunitätsforschung und Experimentellen Therapie: Fortsetzung der Ergebnisse der Hygiene Bakteriologie·Immunitätsforschung und Experimentellen Therapie Begründet von Wolfgang Weichardt, Springer, 1961, 363–386 p. (ISBN 978-3-662-38352-0, DOI 10.1007/978-3-662-38352-0_7, lire en ligne)
- Physiologie et métabolisme des leptospires (Biologie médicale, en collaboration avec Marcel Mailloux, 1962).

Elle fait paraître plusieurs articles scientifiques, entre autres dans la revue Biologie médicale.